# Johnny Hyde
Pour les articles homonymes, voir Hyde.
Johnny Hyde, né le 23 avril 1895 et mort le 18 décembre 1950 à Palm Springs, est un imprésario hollywoodien durant les années 1940. 
Il devint connu pour avoir lancé la carrière de Marilyn Monroe et l'avoir aidée à obtenir sa première rhinoplastie. Bien que plusieurs rumeurs aient parlé d'une liaison entre eux, Monroe a affirmé que leur relation était seulement platonique. À cette époque, il était marié et avait trois enfants. Il est terrassé d'une crise cardiaque en décembre 1950.